# Tiroteio em Tucson
Um tiroteio nas proximidades de Tucson, no Arizona, em 8 de janeiro de 2011, teve vinte pessoas baleadas e seis mortas por um único atirador, em ataque contra os participantes de um evento político. Os alvos do atentado eram a congressista Gabrielle Giffords, do Partido Democrata, e autoridades locais. Entre os mortos, incluem-se o juiz-chefe da Corte Distrital do Arizona, John McCarthy Roll, uma menina de nove anos de idade e um assessor parlamentar de Gabrielle Giffords. Giffords foi baleada na cabeça a curta distância e estava em estado grave. O suspeito do crime é Jared Lee Loughner, que foi preso no local e está sendo investigado pelo FBI; segundo a polícia, o suspeito não tem cooperado com as investigações. O último atentado com motivação política fora a tentativa de assassinato de Ronald Reagan, em março de 1981.

## Tiroteio

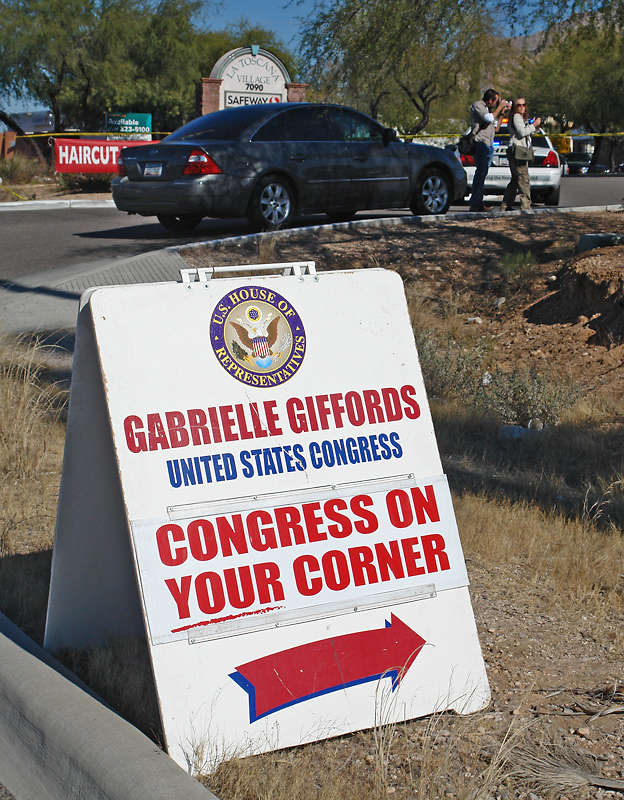
Placa convoca os cidadãos de Casas Adobes a participar do encontro político, com a presença de Giffords

O tiroteio ocorreu em 8 de janeiro de 2011, pouco depois das 10 horas da manhã. A congressista Gabrielle Giffords estava em uma reunião chamada "O Congresso na sua Esquina" ("Congress on Your Corner"), na qual ela conversou com eleitores em um supermercado em Casas Adobes. De acordo com uma testemunha, aproximadamente 20 a 30 pessoas estavam reunidas em torno de Giffords, quando o pistoleiro chegou e disparou em Giffords no lado da cabeça. Jason Pekau, vizinho do supermercado disse ter ouvido entre 15 e 20 tiros O primeiro tiro foi disparado às 10h11min.
A primeira chamada feita para a polícia foi atendida às 10h12min, enquanto esperavam a ambulância, Daniel Hernandez Jr. tapou a ferida de bala na testa de Giffords, para que parasse de sangrar, o médico de Giffords disse que graças a atitude de Hernandez ela está viva O médico David e a enfermeira Nancy Bowman, que estavam fazendo compras no supermercado, socorreram Christina Taylor Green, que morreu no hospital. A polícia chegou ao local às 10h 15min, e os paramédicos chegaram às 10h 16min.
Cinco pessoas foram mortas no local do crime, incluindo o Desembargador John Roll e Gabe Zimmerman. Uma vítima foi transportada para a Northwest Medical Center, enquanto que as outras foram atendidas no Centro Médico da Universidade de Tucson, onde encontra-se internada em estado grave a deputada Gabrielle Giffords.[carece de fontes?]

## Alvo do Ataque

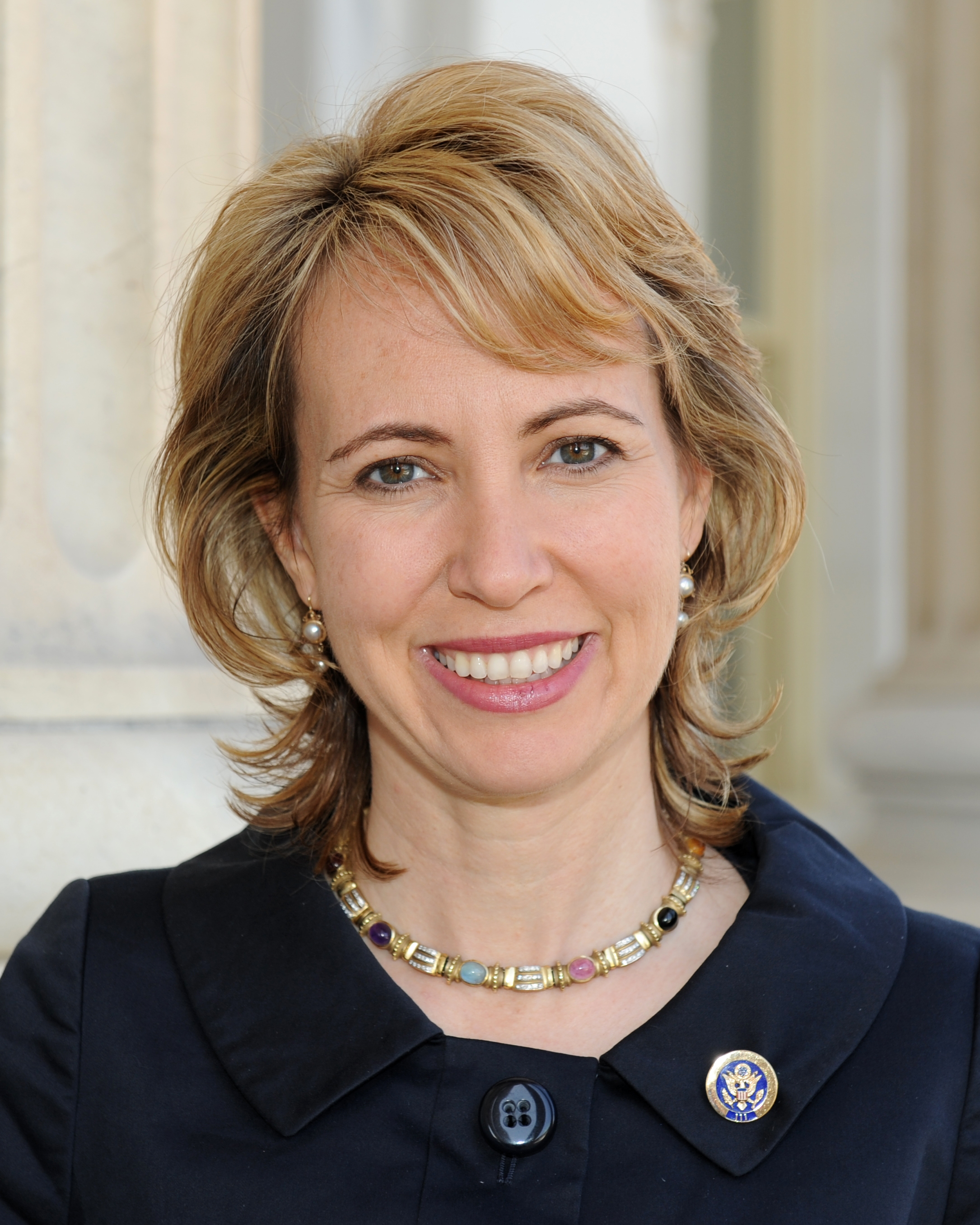
Gabrielle Giffords era o alvo dos tiros.

Gabrielle Giffords a princípio era alvo do ataque. Alguns noticiários informaram que inicialmente que Giffords havia sido morta, mas estas declarações foram rapidamente desmentidas.  Giffords foi levada para o Centro Médico da Universidade de Tucson em estado grave,  embora ela ainda estava consciente e respondia alguns comandos. Após dar entrada no hospital, depois de 38 minutos, Giffords estava em uma cirurgia de emergência, onde os fragmentos ósseos do crânio e uma pequena quantidade de necrose do tecido cerebral foram extraídas pelos médicos. Uma parte do crânio de Giffords foi removido em uma craniotomia para impedir os danos cerebrais causados pelos estilhaços, ficou em coma induzido, e segundo o Dr. Peter M. Rhee seu estado de saúde era grave.

## Vítimas

### Mortos
Os mortos são:
- o juiz John Roll, de 63 anos;
- Christina Greene, de 9 anos (nascida no dia de outra tragédia, 11 de setembro de 2001[26]);
- Gabe Zimmerman, de 30 anos;
- Dorthy Murray, de 76 anos;
- Dorwin Stoddard, de 76 anos; e
- Phyllis Scheck, de 79 anos.

### Feridos
São 14 feridos, incluindo Giffords e dois membros de sua equipe.

## Reações
O presidente Barack Obama declarou que "Nós não temos ainda todas as respostas. O que nós sabemos é que um ato tão sem sentido e terrível de violência não tem lugar em uma sociedade livre. Eu peço a todos os americanos que se unam a mim e Michelle mantendo a congressista Giffords, as vítimas dessa tragédia e suas famílias em nossas orações", e pediu para que os parlamentares "tomem precauções sensatas e prudentes em sua segurança pessoal", declarou o presidente em 8 de janeiro de 2011.